# Evropský právní rámec pro klima
Evropský právní rámec pro klima 
je nařízení Evropské unie, které bylo přijato v roce 2021. Právní rámec pro klima stanoví závazný cíl snížit do roku 2030 čisté emise skleníkových plynů o 55 % proti roku 1990 a dosáhnout nejpozději do roku 2050 klimatické neutrality.